# S&M Airlines
S&M Airlines es el segundo álbum de estudio de NOFX. Fue grabado en marzo de 1989 en West Beach Recorders, Hollywood, California y distribuido nuevamente por Epitaph. Precisamente es el primer disco que la banda sacó con Epitaph desde un principio, ya que Liberal Animation, su primer trabajo, fue relanzado por Epitaph, pero en 1991.
El disco cuenta con la aportación en la grabación de dos de los componentes de Bad Religion, Greg Graffin y Mr. Brett, este último fundador de Epitaph Records. La última pista, Go Your Own Way, es una versión de la canción original de Fleetwood Mac.

## Listado de canciones
1. "Day to Daze" – 1:54
2. "Five Feet Under" – 2:42
3. "Professional Crastination" – 2:43
4. "Mean People Suck" – 2:02
5. "Vanilla Sex" – 2:31
6. "S&M Airlines" – 4:40
7. "Drug Free America" – 3:37
8. "Life O'Riley" – 1:55
9. "You Drink, You Drive, You Spill" – 2:18
10. "Screamin for Change" – 2:52
11. "Jaundiced Eye" – 3:48
12. "Go Your Own Way" – 2:18

## Créditos
- Al Bino - Guitarra
- Alison Braun - Fotografía
- Donnell Cameron - Técnico de sonido, diseño de la portada
- Greg Graffin - Voces secundarias
- Brett Gurewitz - Voces secundarias, Técnico de sonido, Productor
- Eric Melvin - Guitarra, Voces secundarias
- Fat Mike - Bajo, Voces
- Erik Sandin - Batería

- Datos: Q1935218